# James Hamilton-Paterson
James Hamilton-Paterson (* 6. November 1941 in London, England) ist ein englischer Schriftsteller, Journalist und Dichter.

## Leben
Hamilton-Paterson besuchte die Schulen von Windlesham House in Sussex, Bickley Hall in Kent und die King's School in Canterbury, bevor er ein Studium am Exeter College in Oxford aufnahm.
In den Jahren 1966 bis 1968 arbeitete Hamilton-Paterson als Krankenpfleger am früheren St. Stephen's Hospital in Chelsea, London. Ab 1969 war er Reporter beim New Statesman, und ab 1974 arbeitete er für die Frauenzeitschrift Nova. Er lebte lange Jahre mit Unterbrechungen auf den Philippinen, wo er als Kommentator in Zeitungen und Zeitschriften bekannt ist. Zwei seiner Bücher, Ghosts of Manila und America's Boy, befassen sich mit diesem Land und seinen politischen Vertretern, z. B. dem Ehepaar Ferdinand Marcos und Imelda Marcos.
In den Jahren 2000 bis 2002 war er Wissenschaftskolumnist für Das Magazin in Zürich, bevor er die gleiche Aufgabe für Die Weltwoche übernahm. Nach einem Aufenthalt in Italien wohnt Hamilton-Paterson seit 2006 in Österreich.

## Gedichtbände
- Option Three, 1974.
- Dutch Alps, 1984.

## Kinderbücher
- Flight Underground, 1969.
- The House in the Waves, 1970.
- Hostage, 1978.

## Veröffentlichungen in deutscher Sprache (Auszug)
- Geheimgang zwischen den Tunnels. Engelbert-Verlag, Balve (Westf.) 1972, ISBN 3-536-00989-1; Kinderbuch
- Die Geister von Manila: Roman, übersetzt von Esther und Udo Breger, Insel Verlag, Frankfurt am Main 1998, ISBN 3-458-16888-5
- Seestücke: Das Meer und seine Ufer. Goldmann, München 1998, ISBN 3-442-72157-1
- Wasserspiele. Goldmann, München 1999, ISBN 3-442-72298-5
- Der Traum des Gerontius: Roman, Klett-Cotta, Stuttgart 2000, ISBN 3-608-93507-X
- Drei Meilen tief: Roman. Goldmann, München 2000, ISBN 3-442-72575-5
- Nachtblüte: Roman. übersetzt von Ebba D. Drolshagen; Insel Verlag, Frankfurt/Leipzig 2002, ISBN 3-458-17126-6. Originaltitel: Griefwork.
- Jay Jay: Ein Roman. Klett-Cotta, Stuttgart 2003, ISBN 3-608-93266-6.
- Kochen mit Fernet Branca: Roman, J.G. Cotta'sche Buchhandlung Nachfolger GmbH, Stuttgart 2005, ISBN 978-3-442-73565-5.
- Einarmsegeln mit Millie: Roman, Klett-Cotta, Stuttgart 2007, ISBN 978-3-608-93662-9.
- Vom Meer: Über die Romantik von Sonnenuntergängen, die Mystik des grünen Blitzes und die dunkle Seite von Delfinen, übersetzt von Thomas Bodmer, Mareverlag, Hamburg 2010, ISBN 978-3-86648-119-0.[3]
- Heilige der Trümmer: Roman. Goldmann, München 2011, ISBN 978-3-442-74059-8.

## Veröffentlichungen in englischer Sprache
- Marked for Death: The First War in the Air. 2015.